# Barry Douglas (Pianist)

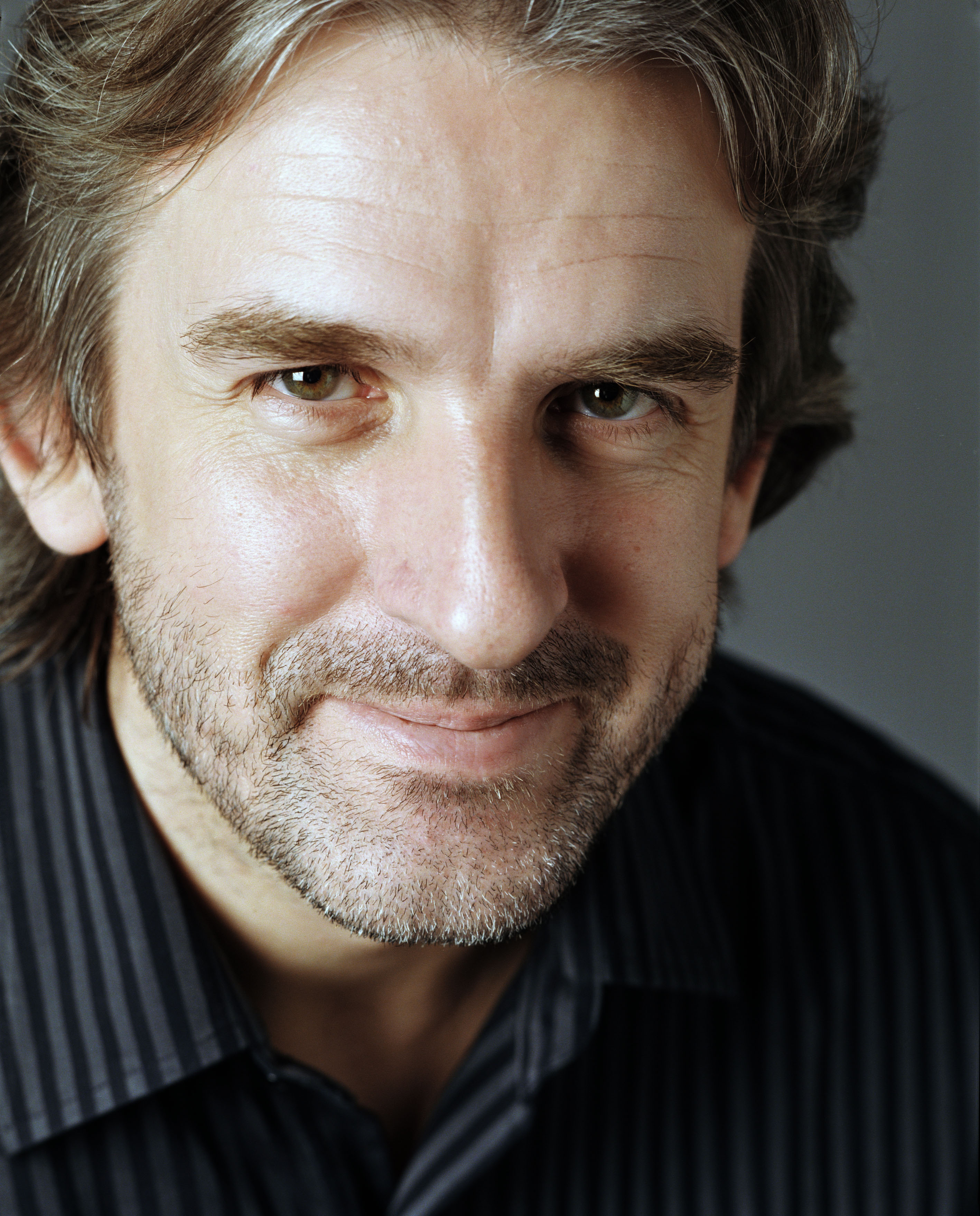
Barry Douglas

William Barry Douglas CBE (* 23. April 1960 in Belfast) ist ein nordirischer Pianist. Douglas gewann 1986 als erster nicht-russischer Pianist seit Van Cliburn den Internationalen Tschaikowski-Wettbewerb von Moskau. Er ist Gründer und künstlerischer Leiter des Kammerorchesters Camerata Ireland und des Clandeboye-Festivals. In beiden letztgenannten Funktionen pflegt er besonders die Musiktraditionen seiner nordirischen Heimat.

## Ausbildung
Douglas studierte als Jugendlicher am Methodist College Belfast in Belfast Klavier, Cello, Klarinette und Orgel und konnte an dieser Schule auch Chor- und Orchesterleitererfahrung gewinnen. Mit 16 Jahren nahm er Unterricht bei der aus Österreich emigrierten, jüdischen Pianistin Felicitas LeWinter. Diese hatte über ihren Klavierlehrer Emil von Sauer eine direkte künstlerische Verbindung zu Franz Liszt und damit wohl auch zu Ludwig van Beethoven. Sie selbst hielt dem ersten Eindruck nach nicht viel auf die pianistischen Fähigkeiten von Barry Douglas. Nach gemeinsamen Bemühungen attestierte sie ihm jedoch in seinen Mittzwanziger-Jahren wertschätzend und anerkennend einen Arthur-Friedheim-Sound. Douglas selbst schrieb über diese Zeit: Durch das Kennenlernen dieser großen Pianistin hat sich mein Leben vollkommen verändert. Ich habe vollkommen neue Inspirationen erhalten. Vor diesem Hintergrund sieht Douglas sich selbst als Urenkelschüler von Liszt. Anschließend studierte Douglas vier Jahre bei John Barstow in London. Privat nahm er zudem Unterricht bei Maria Curcio. 1985 gewann Douglas die Bronzemedaille beim Internationalen Van-Cliburn-Wettbewerb in Texas und 1980 die Silbermedaille beim Concurso internacional de piano Paloma O'Shea in Santander. Er gewann dann 1986 den Internationalen Tschaikowski-Wettbewerb von Moskau.

## Leben und Werk
Douglas hat mit bekannten Orchestern auf der ganzen Welt in Großbritannien, den USA und Kanada, in Europa, in China und Russland künstlerisch zusammengearbeitet. Darunter befanden sich das Scottish Symphony Orchestra, das London Symphony Orchestra, das Russische Nationalorchester, das Cincinnati Symphony Orchestra, das Singapore Symphony Orchestra, das Deutsche Symphonie-Orchester Berlin, die Staatskapelle Halle, das Orchestre National de France, das Seattle Symphony Orchestra, das Melbourne Symphony Orchestra, das Royal Philharmonic Orchestra und andere Orchester. Bei kammermusikalischen Auftritten trat er unter anderem mit dem Endellion String Quartet und dem Borodin-Quartett gemeinsam auf.
Im Jahr 1999 gründete Douglas das Kammerorchester Camerata Ireland, um jungen Musikern aus Nord- und aus Irland Aufführungs- und Entwicklungsmöglichkeiten zu bieten. Neben dem Streben nach musikalischer Exzellenz besteht das vorrangige Ziel dieses Orchesters in der Förderung des Friedensprozesses in Irland, indem es Dialog und Zusammenarbeit in der musikalischen Ausbildung und Praxis auf weltweiten Konzerttourneen ermöglicht.
Douglas veröffentlicht die meisten seiner Aufnahmen beim Label Chandos. Als Debütalbum hat er Modest Mussorgskis Bilder einer Ausstellung eingespielt. Zuletzt hat er alle Solo-Klavierwerke von Brahms auf sechs Alben aufgenommen. Aktuell arbeitet er an Aufnahmen des Solo-Klavierwerkes von Schubert. Er veröffentlichte bei Chandos auch alte irische Volksmusik und Stücke zeitgenössischer Songwriter als eigene Klavierinterpretationen. Eine erste Platte dieser Celtic Reflections wurde 2014, eine zweite 2016 veröffentlicht.

## Auszeichnungen
Douglas wurde 2002 wegen seiner Leistungen auf dem Gebiet der Musik zum Officer of the Order of the British Empire (OBE) ernannt. Er wurde zum Mitglied des Royal College of Music ernannt. Er ist Doktor der Musik der Queen’s University Belfast. Im September 2007 erhielt Douglas die Ehrendoktorwürde der National University of Ireland.